# جاك فوستر (لاعب كريكت)
جاك فوستر (8 سبتمبر 1905 في المملكة المتحدة - 16 نوفمبر 1976 في المملكة المتحدة) (بالإنجليزية: Jack Foster)‏ هو لاعب كريكت بريطاني (وحمل سابقاً جنسية المملكة المتحدة لبريطانيا العظمى وأيرلندا). لعب مع Kent County Cricket Club ‏.

## وصلات خارجية
- جاك فوستر على موقع إي آس بي آن كريك إنفو (الإنجليزية)